# Rejon krasnohradzki (1923–2020)
Rejon krasnohradzki (ukr. Красноградський район) – istniejąca w latach 1923–2020 jednostka administracyjna wchodząca w skład obwodu charkowskiego Ukrainy, w 2020 roku weszła w skład rejonu berestyńskiego (do 2024 roku zwanego również krasnohradzkim).
Miał powierzchnię 985 km² i liczył 48 tysięcy mieszkańców. Siedzibą władz rejonowych był Krasnohrad.
Na terenie rejonu znajdowała się 1 miejska rada i 13 silskich rad, liczących w sumie 48 wsi i 7 osad.
Zlikwidowany 19 lipca 2020 roku w ramach reformy administracyjnej. Jego ziemie weszły w skład nowego rejonu berestyńskiego (do 2024 roku zwanego krasnohradzkim).